# Tarista rufipalpis
Tarista rufipalpis là một loài bướm đêm trong họ Noctuidae.